# Lerner-index
A Lerner-index (más néven ár–költség rés) egy vállalat piaci erejének mutatószáma. Megalkotójáról, Abba P. Lernerről nevezték el.
A Lerner-index a vállalat által szabott árnak a határköltségtől vett százalékos eltérésével egyenlő. Képlete, ha az árat p-vel, a határköltséget MC-vel jelöljük:
Az egyre nagyobb t értékek a vállalat mind nagyobb piaci erejéről tanúskodnak, hiszen a cégnek egyre nagyobb erőre van szüksége ahhoz, hogy minél jobban el tudjon térni a határköltséggel egyenlő ártól. Emellett azzal, hogy a vállalat magasabb árat határozhat meg, az elérhető profit is emelkedik.
A versenyzői piac modelljében egyetlen szereplő sem tér el a piaci ártól, ami hosszú távon a határköltséggel lesz egyenlő, így valamennyi vállalat Lerner-indexe 0. Monopólium (vagyis a „másik véglet”) esetén viszont a piacon lévő egyetlen céget csak a termék kereslete korlátozza abban, hogy tetszőlegesen magasra emelje az árat. Megmutatható, hogy ekkor {\displaystyle t=-{\frac {1}{\varepsilon }}}, vagyis a Lerner-index egyenlő a kereslet – abszolútértékben vett – árrugalmasságának reciprokával. Minél rugalmatlanabb a termék iránti kereslet, a monopolista Lerner-indexe (és ezzel a piaci ereje) annál nagyobb.